# Велвл Чернін
Велвл Чернін (їд. וועלוול טשערנין, івр. ולוול טשרנין,  Москва, 1958) – ізраїльський поет, літературознавець та історик. Основна мова творчості – їдиш. Закінчив історичний факультет МДУ ім. Ломоносова і Вищі літературні курси при Літературному інституті ім. Горького. У кінці 80-х років був завідувачем літературної частини київського єврейського театру «Мазл тов».  Репатріювався до Ізраїлю в 1990 році. Захистив докторську дисертацію в університеті Бар-Ілан в Рамат-Гані. Викладає в Аріельському університеті (Ізраїль). Автор кількох поетичних збірок їдишем та івритом. 
Був одним з укладачів «Антології єврейської поезії. Українські переклади з їдишу» («Дух i літера», Київ, 2007 і 2011). Брав участь в антології сучасної ізраїльської поезії «І покоління приходить…» (Київ, «Дух і літера», 2012) як поет (його вірші переклали українською Юрко Прохасько та Петро Рихло) і як автор нарису історії ізраїльської поезії  «Намете шемів, не впадеш повік!». Переклав івритом «Слово о полку Ігоревім» (Хеврон, 2000). Переклав їдишем окремі вірші Арона Копштейна, Леоніда Первомайського, Наума Тихого, Сави Голованівського, Абрама Кацнельсона, Леоніда Кисельова і Мойсея Фішбейна, Максима Кривцова. Підготував антологію сучасної поезії на ідиші в українських перекладах "Серед розбитих надгробків" (Київ, 2024). 
Живе в селищі Кфар-Ельдад біля Єрусалима.

## Книгоопис українською та російською мовами
- Избранные стихотворения, Кдумім, 2005.
- Ближневосточный фронтир. Израильское поселенчество: История и современность, Институт Ближнего Востока, Иерусалим – Москва, 2010.
- Верлібри, «Кальварія», Львів, 2016.
- Вірю, що я не пасинок. Українські літератори єврейського походження, «Видавництво Українського Католицького Університету», Львів, 2016.
- Держава Ізраїль: політика і суспільство (з В. Ханіним та А.Романюком) , Львів, 2017.
- Маска на маске, (вірші російською та украïнською), издательский дом "Биробиджан", 2020.
- Из крымских тетрадей. Очерки полевых исследований субэтнических групп евреев Крымского полуострова, Тель-Авивский Университет, 2020.
- Еврейская идентичность в бывшем СССР: состояние и вызовы (з З. Ханіним), Тель-Авивский Университет, 2020.
- Еврейские фактазии (оповідання), издательство Яромира Хладека, С.-Петербург, 2022.